# I. e. 303
Évszázadok: i. e. 5. század – i. e. 4. század – i. e. 3. század
Évtizedek: i. e. 350-es évek – i. e. 340-es évek – i. e. 330-as évek – i. e. 320-as évek – i. e. 310-es évek – i. e. 300-as évek – i. e. 290-es évek – i. e. 280-as évek – i. e. 270-es évek – i. e. 260-as évek – i. e. 250-es évek
Évek: i. e. 308 – i. e. 307 – i. e. 306 – i. e. 305 –  i. e. 304 – i. e. 303 – i. e. 302 – i. e. 301 – i. e. 300 – i. e. 299 – i. e. 298

## Események

### Szeleukida Birodalom
- Szeleukosz békét köt Csandraguptával. Feladja a Kabultól keletre eső területeket, cserébe 500 harci elefántot kap az indiai uralkodótól.
- Szeleukosz Észak-Mezopotámiában újraalapítja Orrhoa városát Edessza néven.

### Görögország
- Kasszandrosz és Lüszimakhosz ismét szövetséget köt Szeleukosszal és Ptolemaiosszal Antigonosz ellen.
- Antigonosz fia, Démétriosz elfoglalja Korinthoszt, Sziküónt és Argoszt, majd Akhaia, Élisz és szinte egész Árkádia átáll az oldalára.

### Itália
- Tarentum a spártai Kleonümosztól kér segítséget a lucanusok ellen. A lucanusok békét kérnek, mire Kleonümosz elfoglalja Korfut. Tarentum felbontja a szövetségüket, mire visszahajózik Itáliába, de a tarentumiak és szövetségeseik visszaverik a támadását.
- Rómában Servius Cornelius Lentulust és	Lucius Genucius Aventinensist választják consulnak. Az aequus területen lévő Albában 6 ezer, a szamnisz Sorában 4 ezer főnyi római coloniát létesítenek.[1]

## Fordítás
- Ez a szócikk részben vagy egészben  a(z)   303 BC című angol Wikipédia-szócikk ezen változatának fordításán alapul.  Az eredeti cikk szerkesztőit annak laptörténete sorolja fel. Ez a jelzés csupán a megfogalmazás eredetét és a szerzői jogokat jelzi, nem szolgál a cikkben szereplő információk forrásmegjelöléseként.